# Axel Nissen
Axel Nissen (født 1. august 1886 på Frederiksberg, død 22. april 1951) var en dansk godsejer, officer og erhvervsmand knyttet til F.L. Smidth.
Han var søn af grosserer Edvard Nissen og hustru Tully f. Prætorius, blev premierløjtnant i Fodfolket 1908, i Generalstaben 1916, kaptajn 1919, trådte uden for nummer samme år og fik afsked 1938. Han var ejer af Serridslevgård fra 1919. Han var Ridder af Dannebrog.
Han blev gift 26. november 1909 med Paula "Momo" Larsen (19. oktober 1887 – 3. september 1982), datter af ingeniør og F.L. Smidth-direktør Poul Larsen. På grund af sin rolle som svigersøn til Larsen blev Nissen medlem af bestyrelserne for aktieselskaberne Wm. Boas, Hedehus-Teglværket, Dansk Eternit-Fabrik og De danske Betonfabrikker.